# Julije Knifer

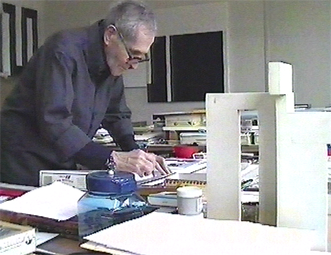
Julije Knifer

Julije Knifer (* 23. April 1924 in Osijek; † 7. Dezember 2004 in Paris) war ein kroatischer Maler. Er gilt als bedeutendster kroatischer Künstler des 20. Jahrhunderts.

## Leben
Knifer studierte Anfang der 1950er Jahre Malerei an der Kunstakademie in Zagreb. Nach Abschluss des Studiums wurde er Mitbegründer und Mitglied der „Gorgona-Gruppe“, die in Zagreb von 1959 bis 1966 ein wichtiges Segment der zeitgenössischen kroatischen Kunst war. In den früheren 1960er Jahren konzentrierte er sich in seiner Arbeit als einziges formales Element auf den Mäander, der zum ausschließlichen Inhalt seines Arbeitsprozesses wurde. In zahllosen Varianten und Maltechniken erschien das gleiche Motiv immer wieder, anfangs nur in schwarz und weiß, später auch in Farbe. Seit 1973 lebte er in Zagreb, Nizza und schließlich in Paris, wo er auch starb.

## Ausstellungen
Julije Knifer stellte zu Lebzeiten vor allem in bekannten Galerien aus, wie 1961 bei der Pariser Galerie Denise René.
- 1989 FRAC, Bourgogne, Art-Plus-Universität, Dijon
- 1994 IFA-Galerie, Stuttgart
- 2000 MUMOK Wien, Ludwig Museum Budapest, Fundació Joan Miró, Barcelona und John Hansard Gallery, Southampton.
- 2001 Centre Pompidou, Paris, Biennale Venedig, National Gallery, Prag
- 2003 Städtische Galerie Erlangen
- 2004 Galerie Gisele Linder, Basel und Fondation pour L’art Contemporain, Alex

Nach seinem Tod waren seine Werke noch bei folgenden Ausstellungen zu sehen:
- Ligne B Les Abattoirs - Frac Midi-Pyrénées, Toulouse
- Die Neuen Tendenzen Leopold Hoesch Museum, Düren
- Eye on Europe Museum of Modern Art, New York City
- Die Neuen Tendenzen Museum für Konkrete Kunst, Ingolstadt
- Living Art on the Edge of Europe Kröller-Müller Museum, Otterlo (NL)
- Kontakt MUMOK, Wien
- Essence of Life Art Tretjakov Gallery, Moskau
- Essence of Life - Essence of Art Ludwig Museum, Budapest
- Prague Biennale 2

Seine Arbeiten sind in folgenden Sammlungen vertreten:
Centre Pompidou, Frac Bretagne in Châteaugiron, Kunstmuseum Liechtenstein in Vaduz, MMSU Rijeka, Museum of Contemporary Art in Belgrad, Museum of Modern Art in Dubrovnik und in der Städtischen Galerie Erlangen.